# Heinrich Schlachter
Wilhelm Heinrich Schlachter, född 30 april 1840 i Hamburg, död 19 september 1880 i Stockholm, var en tysk-svensk litograf.
Han var gift med Charlotta Sofia Furuström och bror till litograferna Johann och Wilhelm Schlachter. Han anställdes av sin bror vid Schlachter och Seedorff litografiska institut och när företaget gick upp i Centraltryckeriet 1873 flyttade han med till den nya verksamheten.  